# Championnats d'Europe de taekwondo 2018
Navigation
Édition précédente Édition suivante
Les championnats d'Europe de taekwondo 2018 ont eu lieu du 10 au 13 mai 2018 à Kazan, en Russie. Il s'agit de la vingt-troisième édition des championnats d'Europe de taekwondo.

## Podiums

### Hommes
| Catégorie             | Or                         | Argent                      | Bronze                   |
| --------------------- | -------------------------- | --------------------------- | ------------------------ |
| Poids Fin (–54 kg)    | Adrián Vicente Yunta (ESP) | Magomed Gaguiyev (RUS)      | Deniz Dağdelen (TUR)     |
| Poids Fin (–54 kg)    | Adrián Vicente Yunta (ESP) | Magomed Gaguiyev (RUS)      | Vito Dell'Aquila (ITA)   |
| Poids mouche (–58 kg) | Mikhail Artamonov (RUS)    | Jesús Tortosa Cabrera (ESP) | Valeri Shimanov (RUS)    |
| Poids mouche (–58 kg) | Mikhail Artamonov (RUS)    | Jesús Tortosa Cabrera (ESP) | Stepan Dimitrov (MDA)    |
| Poids coq (–63 kg)    | Lovre Brečić (CRO)         | Hakan Reçber (TUR)          | Bradly Sinden (GBR)      |
| Poids coq (–63 kg)    | Lovre Brečić (CRO)         | Hakan Reçber (TUR)          | Deni Andrun (CRO)        |
| Poids plume (–68 kg)  | Christian McNeish (GBR)    | Sarmat Tsakoyev (RUS)       | Viacheslav Minin (RUS)   |
| Poids plume (–68 kg)  | Christian McNeish (GBR)    | Sarmat Tsakoyev (RUS)       | Karol Robak (POL)        |
| Poids léger (–74 kg)  | Toni Kanaet (CRO)          | Muhammed Yıldız (TUR)       | Piero Marić (CRO)        |
| Poids léger (–74 kg)  | Toni Kanaet (CRO)          | Muhammed Yıldız (TUR)       | Peter Longobardi (GBR)   |
| Poids Welter (–80 kg) | Maksim Khramtsov (RUS)     | Aaron Cook (MDA)            | Milad Beigi (AZE)        |
| Poids Welter (–80 kg) | Maksim Khramtsov (RUS)     | Aaron Cook (MDA)            | Richard Ordemann (NOR)   |
| Poids moyens (–87 kg) | Vladislav Larin (RUS)      | Daniel Ros Gómez (ESP)      | Ivan Trajkovič (SVN)     |
| Poids moyens (–87 kg) | Vladislav Larin (RUS)      | Daniel Ros Gómez (ESP)      | Alexander Bachmann (GER) |
| Poids lourds (+87 kg) | Radik Isayev (AZE)         | Roman Kuzentsov (RUS)       | Yuri Kirichenko (RUS)    |
| Poids lourds (+87 kg) | Radik Isayev (AZE)         | Roman Kuzentsov (RUS)       | Oleg Kuznetsov (RUS)     |

### Femmes
| Catégorie             | Or                         | Argent                   | Bronze                      |
| --------------------- | -------------------------- | ------------------------ | --------------------------- |
| Poids Fin (–46 kg)    | Rukiye Yıldırım (TUR)      | Dina Pouryounes (NED)    | Jordyn Smith (GBR)          |
| Poids Fin (–46 kg)    | Rukiye Yıldırım (TUR)      | Dina Pouryounes (NED)    | Iryna Romoldanova (UKR)     |
| Poids mouche (–49 kg) | Kristina Tomić (CRO)       | Natalia Antipenko (RUS)  | Patimat Abakarova (AZE)     |
| Poids mouche (–49 kg) | Kristina Tomić (CRO)       | Natalia Antipenko (RUS)  | Yasmina Aziez (FRA)         |
| Poids coq (–53 kg)    | Tatiana Kudashova (RUS)    | Inese Tarvida (LAT)      | Tijana Bogdanović (SRB)     |
| Poids coq (–53 kg)    | Tatiana Kudashova (RUS)    | Inese Tarvida (LAT)      | Madeline Folgmann (GER)     |
| Poids plume (–57 kg)  | Jade Jones (GBR)           | Hatice Kübra İlgün (TUR) | Patrycja Adamkiewicz (POL)  |
| Poids plume (–57 kg)  | Jade Jones (GBR)           | Hatice Kübra İlgün (TUR) | Marija Štetić (CRO)         |
| Poids léger (–62 kg)  | İrem Yaman (TUR)           | Marta Calvo Gómez (ESP)  | Rabia Bachmann (GER)        |
| Poids léger (–62 kg)  | İrem Yaman (TUR)           | Marta Calvo Gómez (ESP)  | Kristina Beroš (CRO)        |
| Poids Welter (–67 kg) | Lauren Williams (GBR)      | Nur Tatar (TUR)          | Polina Jan (RUS)            |
| Poids Welter (–67 kg) | Lauren Williams (GBR)      | Nur Tatar (TUR)          | Daniela Rotolo (ITA)        |
| Poids moyens (–73 kg) | Nafia Kuş (TUR)            | Arina Zhivotkova (RUS)   | Iva Radoš (CRO)             |
| Poids moyens (–73 kg) | Nafia Kuş (TUR)            | Arina Zhivotkova (RUS)   | Cecilia Castro Burgos (ESP) |
| Poids lourds (+73 kg) | Aleksandra Kowalczuk (POL) | Bianca Walkden (GBR)     | Sude Bulut (TUR)            |
| Poids lourds (+73 kg) | Aleksandra Kowalczuk (POL) | Bianca Walkden (GBR)     | Olga Ivanova (RUS)          |

## Tableau des médailles
| Rang  | Nation          | Or | Argent | Bronze | Total |
| ----- | --------------- | -- | ------ | ------ | ----- |
| 1     | Russie          | 4  | 5      | 6      | 15    |
| 2     | Turquie         | 3  | 4      | 2      | 9     |
| 3     | Grande-Bretagne | 3  | 1      | 3      | 7     |
| 4     | Croatie         | 3  | 0      | 5      | 8     |
| 5     | Espagne         | 1  | 3      | 1      | 5     |
| 6     | Azerbaïdjan     | 1  | 0      | 2      | 3     |
| 6     | Pologne         | 1  | 0      | 2      | 3     |
| 8     | Moldavie        | 0  | 1      | 1      | 2     |
| 9     | Lettonie        | 0  | 1      | 0      | 1     |
| 9     | Pays-Bas        | 0  | 1      | 0      | 1     |
| 11    | Allemagne       | 0  | 0      | 3      | 3     |
| 12    | Italie          | 0  | 0      | 2      | 2     |
| 13    | Slovénie        | 0  | 0      | 1      | 1     |
| 13    | France          | 0  | 0      | 1      | 1     |
| 13    | Norvège         | 0  | 0      | 1      | 1     |
| 13    | Serbie          | 0  | 0      | 1      | 1     |
| 13    | Ukraine         | 0  | 0      | 1      | 1     |
| Total | Total           | 16 | 16     | 32     | 64    |